# Microjoule (voertuigbouwers)
Microjoule is een Frans team dat ultra-efficiënte voertuigen bouwt. Het team is samengesteld uit studenten en adviseurs op het Lycee La Joliverie in Saint-Sébastien-sur-Loire. Het project is gestart in 1985.
Het team heeft vier keer het wereldrecord gebroken voor het meest efficiënte met benzine aangedreven voertuig:
- 1999: 9845 mijl per gallon (ongeveer 23,891 ml per 100 km)
- 26 juni 2001: 10227 mijl per gallon (ongeveer 22,999 ml per 100 km) bij de jaarlijkse Shell Eco-Marathon competitie
- 9 juli 2003: 10705 mijl per gallon (ongeveer 21,972 ml per 100 km) bij de jaarlijkse Shell Eco-Marathon competitie.
- 13 juli 2006: 10127,9 mijl per gallon (ongeveer 23,224 ml per 100 km) bij de jaarlijkse Shell Eco-Marathon competitie

Op 7 maart 2008 reed het team 7148 mijl op slechts een gallon brandstof.